# Dekanat Ludwigsburg
Das Dekanat Ludwigsburg ist eines von 25 Dekanaten in der römisch-katholischen Diözese Rottenburg-Stuttgart und besteht aus 45 Kirchengemeinden (davon 12 Gemeinden für Katholiken anderer Muttersprache). Der Dekanatssitz befindet sich in Ludwigsburg. Das Dekanat ist fast deckungsgleich mit dem gleichlautenden Landkreis.

## Aufgaben
Das Dekanat erledigt als „mittlere Ebene“ zwischen Diözese und Kirchengemeinden drei Aufgaben: Es unterstützt die Kirchengemeinden des Dekanats in ihrem pastoralen Auftrag, vertritt die katholische Kirche in regionalen Belangen der Gesellschaft und Kultur und vermittelt die Anliegen des Bischofs.

## Gliederung
Das Dekanat Ludwigsburg gliedert sich Stand Januar 2020 in 13 Seelsorgeeinheiten mit 45 Kirchengemeinden:
- Seelsorgeeinheit Nr. 1 (Stromberg)
  - Gemeinde St. Franziskus in Sachsenheim
  - Gemeinde St. Stephanus in Sersheim
- Seelsorgeeinheit Nr. 2 (Vaihingen-Eberdingen)
  - Italienische Gemeinde S. Antonio di Padova in Vaihingen an der Enz
  - Kroatische Gemeinde Svei Ante Padovanski in Vaihingen an der Enz
  - Gemeinde St. Antonius in Vaihingen an der Enz
  - Gemeinde St. Paulus in Enzweihingen
- Seelsorgeeinheit Nr. 3 (Mittlerer Neckar-Michaelsberg)
  - Gemeinde Heilig Kreuz in Besigheim
  - Gemeinde Heilig Kreuz in Bönnigheim
  - Italienische Gemeinde San Antonio  in Bönnigheim
  - Gemeinde St. Christophorus in Gemmrigheim
- Seelsorgeeinheit Nr. 4 (Bietigheim-Bissingen)
  - Kroatische Gemeinde Sveti Franjo Asiški in Bietigheim
  - Gemeinde St. Johannes in Bietigheim
  - Gemeinde St. Laurentius in Bietigheim
  - Italienische Gemeinde Il buon Pastore in Bissingen
  - Gemeinde Zum Guten Hirten in Bissingen
- Seelsorgeeinheit Nr. 5 (Rund um den hohen Asperg)
  - Gemeinde St. Bonifatius in Asperg
  - Gemeinde Heilig Geist in Markgröningen
  - Italienische Gemeinde Santo Padre Pio in Markgröningen
  - Gemeinde St. Petrus in Tamm
- Seelsorgeeinheit Nr. 6 (Strohgäu)
  - Kroatische Gemeinde Sveti Ivan Krstitelj in Korntal
  - Gemeinde St. Johannes Evangelist in Korntal
  - Gemeinde St. Maria in Möglingen
  - Gemeinde St. Joseph in Münchingen
  - Gemeinde St. Petrus & Paulus in Schwieberdingen
- Seelsorgeeinheit Nr. 7 (Südliches Strohgäu)
  - Gemeinde St. Maria, Königin des heiligen Rosenkranzes in Ditzingen
  - Gemeinde St. Petrus & Paulus in Gerlingen
  - Gemeinde Heiligste Dreifaltigkeit in Hirschlanden
- Seelsorgeeinheit Nr. 8 (Bottwartal)
  - Gemeinde St. Pius X. in Großbottwar
  - Gemeinde Heilig Geist in Steinheim an der Murr
  - Italienische Gemeinde San Giuseppe in Steinheim an der Murr
- Seelsorgeeinheit Nr. 9 (Marbach)
  - Gemeinde Zur Heiligen Familie in Marbach am Neckar
- Seelsorgeeinheit Nr. 10 (Ludwigsburg)
  - Italienische Gemeinde Beato Giovanni Battista Scalabrini in Ludwigsburg
  - Gemeinde St. Thomas & Johannes in Ludwigsburg
  - Kroatische Gemeinde Sveti Petar i Pavao in Ludwigsburg
  - Polnische Gemeinde Muttergottes von Jasnagora in Ludwigsburg
  - Portugiesische Gemeinde Nossa Senhora de Fátima in Ludwigsburg
  - Gemeinde St. Paulus in Ludwigsburg
  - Gemeinde Zur heiligsten Dreieinigkeit in Ludwigsburg
  - Gemeinde St. Elisabeth in Grünbühl
  - Gemeinde Auferstehung Christi in Neckarweihingen
- Seelsorgeeinheit Nr. 11 (Kornwestheim)
  - Gemeinde St. Martinus in Kornwestheim
- Seelsorgeeinheit Nr. 12 (Remseck mit Ludwigsburg-Poppenweiler)
  - Gemeinde St. Petrus Canisius in Aldingen
  - Gemeinde St. Nikolaus & Barbara in Hochberg
- Seelsorgeeinheit Nr. 13 (Freiberg-Pleidelsheim-Ingersheim)
  - Gemeinde St. Maria, Königin des Friedens in Freiberg am Neckar
  - Gemeinde St. Petrus & Paulus in Pleidelsheim